# Тетрасульфан
Тетрасульфан — бинарное неорганическое соединение
серы и водорода
с формулой H2S4,
светло-жёлтая жидкость.

## Получение
- Крекинг сырого сульфана (полисульфида водорода) с отгонкой продуктов реакции в вакууме:

{\displaystyle {\mathsf {H_{2}S_{x}\ {\xrightarrow {75^{o}C}}\ H_{2}S_{4}+(x-4)S}}}
- Реакция сильно охлаждённого сероводорода и дитиодихлорида:

{\displaystyle {\mathsf {2H_{2}S+S_{2}Cl_{2}\ {\xrightarrow {-80^{o}C}}\ H_{2}S_{4}+2HCl}}}

## Физические свойства
Тетрасульфан образует светло-жёлтую маслянистую жидкость с удушливым запахом.
При охлаждении жидкость становится бесцветной.
При охлаждении затвердевает примерно при -85°С в белую стекловидную массу.

## Химические свойства
- При нагревании разлагается с образованием низших сульфанов, в первую очередь сероводорода:

{\displaystyle {\mathsf {H_{2}S_{4}\ {\xrightarrow {T}}\ H_{2}S+3S}}}